# Stock footage
Stock footage is een benaming voor beeldmateriaal uit een film of televisieserie dat doorgaans niet speciaal voor die film of serie is opgenomen, maar over is genomen van eerder verschenen media. Bekende voorbeelden van stock footage zijn beelden van een stad of landschap, en historisch beeldmateriaal.
Het gebruik van stock footage is voor veel producenten van films en televisieseries een effectieve manier om de productiekosten van de film of serie terug te schroeven, aangezien het gebruik van stock footage vaak goedkoper is dan zelf de betreffende beelden filmen. Stock footage kan ook worden gebruikt om bijvoorbeeld bepaalde personen die eigenlijk niet meer in leven zijn in een film te laten meespelen. Zo bevat de film Forrest Gump veel stock footage van onder andere historische figuren als John F. Kennedy, Richard Nixon, en John Lennon.
Stock footage komt in veel vormen voor. Het kan zijn dat het betreffende beeldmateriaal is opgenomen voor een eerdere film en nadien ook in andere films is verwerkt, maar er bestaat ook stock footage dat voor geen enkele specifieke film of televisieserie is opgenomen maar puur als algemeen beeldmateriaal beschikbaar is gesteld. Een paar grote bronnen van stock footage die zich in het publiek domein bevinden zijn het videoarchief van het Amerikaanse leger, NASA en andere overheidsinstellingen. Er zijn ook filmbedrijven die zich gespecialiseerd hebben in het filmen van stock footage.
Veel televisieseries gebruiken ook beeldmateriaal uit hun eigen afleveringen als stock footage. Dit gebeurt met name indien een bepaalde scène of gebeurtenis steeds weer terugkomt. Het is dan goedkoper om de scène een keer te filmen en die beelden telkens te gebruiken dan om de scène elke keer opnieuw te filmen. Zo bevat het Star Trekfranchise een grote verzameling beeldmateriaal van ruimteschepen, planeten, achtergronden en explosies, die in alle vijf de series en tien films zijn verwerkt.